# Marie Schmelzkopf
Marie Sophie Josephine Schmelzkopf, geborene Biß, (* 26. Februar 1887 in Neumünster; † 11. November 1966 ebenda) war eine deutsche Politikerin (SPD).

## Leben
Schmelzkopf war von Beruf Hausfrau. Sie trat 1908 in die SPD ein und gehörte der Gewerkschaftsbewegung an. Ab 1929 bis zum Verbot der SPD 1933 war sie Stadtverordnete in Neumünster. Nach Ende des Zweiten Weltkriegs wurde sie von der Militärregierung in die erste Ratsversammlung und den ersten ernannten Landtag von Schleswig-Holstein berufen, dem sie vom 26. Februar bis zum 11. November 1946 angehörte. Dort saß sie im Ausschuss für Volkswohlfahrt und im Katastrophenabwehrausschuss. Bei den Kommunalwahlen 1946 und 1948 wurde sie als Ratsmitglied bestätigt und trat 1950 zurück.